# Andrej Segeč
Andrej Segeč (* 24. Mai 1994 in Zvolen) ist ein ehemaliger slowakischer Skilangläufer.

## Werdegang
Segeč startete im Januar 2011 in Wisła erstmals im Slavic-Cup und belegte dabei den 28. Platz im Sprint. Beim Europäischen Olympischen Winter-Jugendfestival 2011 in Liberec errang er den 49. Platz über 7,5 km Freistil, den 41. Platz über 10 km klassisch und den 21. Platz im Sprint. Im folgenden Jahr kam er bei den Olympischen Jugend-Winterspielen in Innsbruck auf den 27. Platz über 10 km klassisch, 17. Platz in der Mixed-Staffel und auf den 14. Rang im Sprint. In der Saison 2012/13 erreichte er bei den Juniorenweltmeisterschaften 2013 in Liberec den 73. Platz über 10 km Freistil, den 65. Rang im Skiathlon und den 48. Platz im Sprint und bei den nordischen Skiweltmeisterschaften 2013 im Val di Fiemme den 80. Platz im Sprint. Im Januar 2013 absolvierte er in Liberec sein erstes Weltcuprennen, welches er auf dem 68. Platz im Sprint beendete. Seine besten Platzierungen bei der Winter-Universiade 2013 in Lago di Tesero waren der 32. Platz im Sprint und der 11. Rang mit der Staffel. Bei den Juniorenweltmeisterschaften 2014 im Fleimstal lief er auf den 48. Platz im Sprint und auf den 20. Rang über 10 km klassisch. In der Saison 2014/15 holte er in Štrbské Pleso im Sprint und über 10 km klassisch seine ersten Siege im Slavic Cup und erreichte damit den fünften Platz in der Gesamtwertung. Bei den nordischen Skiweltmeisterschaften 2015 in Falun belegte er den 57. Platz im Sprint und den 22. Rang zusammen mit Peter Mlynár im Teamsprint. In der folgenden Saison erreichte er im Slavic Cup mit sechs Top-Zehn-Platzierungen, darunter Platz zwei über 15 km Freistil und Platz eins über 10 km Freistil in Štrbské Pleso, den dritten Gesamtrang. Bei den U23-Weltmeisterschaften 2016 in Râșnov kam er auf den 58. Platz über 15 km Freistil, auf den 37. Rang im Sprint und auf den 31. Platz über 15 km klassisch. Im folgenden Jahr lief er bei den U23-Weltmeisterschaften in Soldier Hollow auf den 44. Platz über 15 km Freistil und auf den 20. Platz im Sprint und bei den nordischen Skiweltmeisterschaften in Lahti auf den 70. Platz im Sprint, auf den 66. Platz über 15 km klassisch und auf den 21. Platz zusammen mit Miroslav Šulek im Teamsprint. Im Februar 2017 holte er in Zakopane über 10 km klassisch seinen vierten Sieg im Slavic Cup. In der Saison 2017/18 gewann er mit sieben Top-Zehn-Platzierungen die Gesamtwertung des Slavic Cups. Zudem erreichte er in Planica mit dem 56. Platz über 15 km klassisch seine beste Platzierung im Weltcupeinzel. Seine besten Ergebnisse bei den Olympischen Winterspielen 2018 in Pyeongchang waren der 53. Platz im 50-km-Massenstartrennen und der 22. Rang zusammen mit Peter Mlynár im Teamsprint.
Im folgenden Jahr lief Segeč bei den Nordischen Skiweltmeisterschaften in Seefeld in Tirol auf den 77. Platz im Sprint und auf den 22. Rang zusammen mit Ján Koristek im Teamsprint und bei der Winter-Universiade in Krasnojarsk auf den 44. Platz im Sprint, auf den 30. Rang über 10 km klassisch und auf den 16. Platz im Teamsprint.

## Siege bei Continental-Cup-Rennen
| Nr. | Datum             | Ort           | Disziplin       | Serie      |
| --- | ----------------- | ------------- | --------------- | ---------- |
| 1.  | 10. Januar 2015   | Štrbské Pleso | Sprint Freistil | Slavic-Cup |
| 2.  | 11. Januar 2015   | Štrbské Pleso | 10 km klassisch | Slavic-Cup |
| 3.  | 13. Dezember 2015 | Štrbské Pleso | 10 km klassisch | Slavic-Cup |
| 4.  | 18. Februar 2017  | Zakopane      | 10 km klassisch | Slavic-Cup |